# Rhipidura cyaniceps
Rhipidura cyaniceps là một loài chim trong họ Rhipiduridae.